# Lasiurus minor
Lasiurus minor — вид рукокрилих, родини Лиликові.

## Поширення, поведінка
Країни проживання: Багамські острови, Домініканська республіка, Гаїті, Пуерто-Рико. Цей вид є самітницьким. Відпочиває серед листя дерев і не ховається в дуплах дерев, будівлях або печерах. У польоті швидкий але не дуже маневрений і, отже, зазвичай харчується на відкритих місцевостях. Комахоїдний.